# Carazinho
Carazinho est une ville brésilienne du Nord-Ouest de l'État du Rio Grande do Sul, faisant partie de la microrégion de Carazinho et située à 285 km au nord-ouest de Porto Alegre, capitale de l'État. Elle se situe à une latitude de 28° 17′ 04″ sud et à une longitude de 52° 47′ 11″ ouest, à une altitude de 603 mètres. Sa population était estimée à 58 196, pour une superficie de 665 km2.

## Villes voisines
- Chapada
- Almirante Tamandaré do Sul
- Coqueiros do Sul
- Pontão
- Passo Fundo
- Santo Antônio do Planalto
- Não-Me-Toque
- Colorado
- Saldanha Marinho
- Santa Bárbara do Sul

## Personnalités
- Bruno Silva (2000-), footballeur, est né à Carazinho.